# فرودگاه جانسن کریک
فرودگاه جانسن کریک (به انگلیسی: Johnson Creek Airport) یک فرودگاه همگانی بهره‌برداری هوایی است که یک باند فرود چمن دارد و طول باند آن ۱۰۳۶ متر است. این فرودگاه در کشور ایالات متحده آمریکا قرار دارد و در ارتفاع ۱۵۰۴ متری از سطح دریا واقع شده‌است.